# Feldbahn „Julia“ bei Dorogobusch
| Streckenlänge: | 28 km               |                          |                          |
| Spurweite: | 600 mm (Schmalspur) |                          |                          |
| |                     |                          |                          |
| \| \| \| Jakolewo \| \| \| \| Artjuschino⊙[1] \| \| \| \| Schemetowo \| \| \| \| Uschakowo⊙ \| \| \| \| Jelnja \| \| \| \| Breitspur-Bahnhof Jelnja \| |                     |                          |                          |
| Kopfbahnhof Streckenanfang (Strecke außer Betrieb) |                     | Jakolewo                 | Jakolewo                 |
| Haltepunkt / Haltestelle (Strecke außer Betrieb) |                     | Artjuschino⊙             | Artjuschino⊙             |
| Bahnhof (Strecke außer Betrieb) |                     | Schemetowo               | Schemetowo               |
| Haltepunkt / Haltestelle (Strecke außer Betrieb) |                     | Uschakowo⊙               | Uschakowo⊙               |
| Kopfbahnhof Streckenende (Strecke außer Betrieb) |                     | Jelnja                   | Jelnja                   |
| Bahnhof quer |                     | Breitspur-Bahnhof Jelnja | Breitspur-Bahnhof Jelnja |

Die Feldbahn „Julia“ bei Dorogobusch war eine während des Zweiten Weltkriegs von der deutschen Wehrmacht verlegte und betriebene Feldbahn südlich von Dorogobusch in Russland.

## Geschichte
Den Bau dieser Strecke leitete der Kommandeur der Eisenbahntruppen vom Armeeoberkommando 4 (Kodeis vom AOK 4, Stab II./Eisb. Pi. Rgt. 1). Sie stand in der Dringlichkeitsliste vom 12. Mai 1943 an vierter Stelle.
Die Bauarbeiten begannen Ende Mai oder Anfang Juni 1943. Die für die Trassierung erforderliche Erdbewegung wurde zum größten Teil von sowjetischen Frauen ausgeführt. Die Eisenbahn-Pionier-Kompanie 68 und wahrscheinlich auch das 3./Eisb.Pi.Rgt. 1 waren am Bau beteiligt.
Nach der Inbetriebnahme wurde die Feldbahn bis 22. September 1943 als Gegenmaßnahme zur Endphase der Smolensk-Roslawler Operation betrieben. Generaloberst Gotthard Heinrici, der Oberbefehlshaber der 4. Armee befuhr sie in einer Motordraisine.

## Streckenverlauf
Die Strecke war etwa 28 km lang und hatte eine Spurweite von 600 mm. Sie führte von Jelnja nach Norden über Uschakowo⊙, Bhf Schemetowo, Artjuschino⊙ nach Jakolewo.